# Hyllus multiaculeatus
Hyllus multiaculeatus là một loài nhện trong họ Salticidae.
Loài này thuộc chi Hyllus. Hyllus multiaculeatus được Lodovico di Caporiacco miêu tả năm 1949.